# 회색머리덤불쥐
회색머리덤불쥐(Grammomys caniceps)는 쥐과에 속하는 설치류의 일종이다. 케냐와 소말리아에서 발견된다. 자연 서식지는 아열대 또는 열대 기후 지역의 건조 관목 지대이다.